# Questions pour un champion
Questions pour un champion est un jeu télévisé français adapté d'un format britannique nommé Going for Gold, diffusé sur FR3 (1988-1992) puis France 3 (depuis 1992) depuis le 7 novembre 1988 et rediffusé sur la chaîne internationale francophone TV5 Monde. La production est adaptée de la version d'origine par la société germano-luxembourgeoise Fremantle Media appartenant au groupe M6, lui même contrôlé par le groupe allemand Bertelsmann.
Lors de 3 manches successives de questionnaire rapide, quatre candidats sont en lice et doivent répondre à des questions de culture générale dans court temps imparti. Le concurrent le moins performant est éliminé à la fin de chaque manche puis le gagnant est le candidat remportant la dernière manche, ce qui lui donne le droit de rejouer à l'émission suivante.
Le jeu est présenté du 7 novembre 1988 au 20 février 2016 par Julien Lepers puis par Samuel Étienne à compter du 22 février 2016. Une émission spéciale le week-end, intitulée Questions pour un super champion est diffusée le dimanche, du 10 septembre 2006 au 22 février 2015 puis le samedi du 7 mars 2015 au 24 août 2024.
En juin 2025, la presse révèle la décision de la direction du groupe public France Télévisions de ne plus diffuser l'émission quotidienne durant la semaine mais uniquement le week-end.

## Historique et diffusion

### Concept original
Avant Going for Gold, une émission pilote pour la télévision américaine appelée Run for the Money est présentée par Bill Rafferty (en) et destinée à ABC. Run for the Money aurait fait jouer 4 participants, faisant remporter 5 000 dollars aux candidats éliminés et 50 000 dollars au vainqueur. Le pilote ne convainc pas les Américains ; cependant, la société australienne Reg Grundy Productions (en) vend le concept en Europe sous le titre Going for Gold.
Going for Gold est diffusé initialement sur BBC One au Royaume-Uni, du 12 octobre 1987 au 9 juillet 1996, présenté par l'animateur radiophonique irlandais Henry Kelly (en). Le concept de base est de réunir des participants de différents pays européens qui doivent jouer les uns contre les autres en tentant de répondre à des questions de culture générale (toutes en anglais) pour gagner un prix. Les émissions de 1987 à 1996 réunissent chaque semaine, sept candidats anglophones (chacun représentant un pays européen différent) en concurrence les uns avec les autres pour une place en finale.

### Adaptation en France

#### Époque Julien Lepers
En France l'émission est diffusée depuis le 7 novembre 1988 sur FR3 (devenue France 3 en 1992). Elle est présentée par Julien Lepers et produite par Fremantle avec une marge estimée par le magazine Capital à 30 % en 2010.
Le jeu est retransmis quotidiennement sur FR3 (devenue France 3), tout d'abord du lundi au vendredi, puis du lundi au samedi, du lundi au dimanche puis de nouveau du lundi au samedi. Au tout début et pendant quelques mois, ce jeu réalise un audience moyenne. FR3 laisse toutefois le temps au programme et à son animateur de s'installer. Questions pour un champion devient ensuite un succès populaire avec de bons résultats d'audience et donne à son animateur une nouvelle notoriété.
À la suite d'une condamnation judiciaire de l'animateur, qui s’avère ultérieurement être une erreur, selon le président de France 2 et de France 3 de l'époque, Jean-Pierre Elkabbach, Vincent Perrot le remplace brièvement durant les émissions du 14 au 28 janvier 1994 après avoir tourné un pilote en décembre 1993. Patrice Laffont est également sollicité pour une émission pilote mais n'a pas été retenu.
L'émission est souvent parodiée et de nombreux extraits, notamment de plusieurs candidats, reviennent dans les bêtisiers et autres zappings. Le jeu, resté pratiquement toujours dans la même case horaire (diffusé à 18 h 10 en 2015) développe, au fil du temps, de nombreuses émissions spéciales : Masters (anciens grands champions), Langue française (avec des candidats de pays francophones), Grandes écoles, Lycées, Familles, Célébrités (animateurs, chanteurs, acteurs, humoristes, écrivains, sportifs — dont une spéciale candidature pour les jeux olympiques « Paris 2012 » en 2004, etc.)[réf. nécessaire].
180 clubs Questions pour un champion sont créés en France, des jeux de société et le jeu vidéo Questions pour un champion online sont commercialisés. Le jeu télévisé (émissions quotidiennes et spéciales) est récompensé par trois 7 d'or dans les années 1990 : « meilleur jeu télévisé / meilleure émission de jeu » en 1991 et 1998 et « meilleure émission de divertissement » pour Les Masters en 1999.
Le 27 octobre 2008 une émission spéciale pour les vingt ans de l'émission est diffusée en prime sur France 3, réunissant diverses figures marquantes du jeu (candidats brillants, juniors, francophones, célébrités, etc.). Le 30 août 2010 un nouveau plateau est présenté, avec un nouvel éclairage et un nouveau générique. Le jeu célèbre ses 25 ans le 1er janvier 2014 pour une émission spéciale anniversaire réunissant 8 champions emblématiques de l'émission avec 8 personnalités. 

#### Époque Samuel Étienne

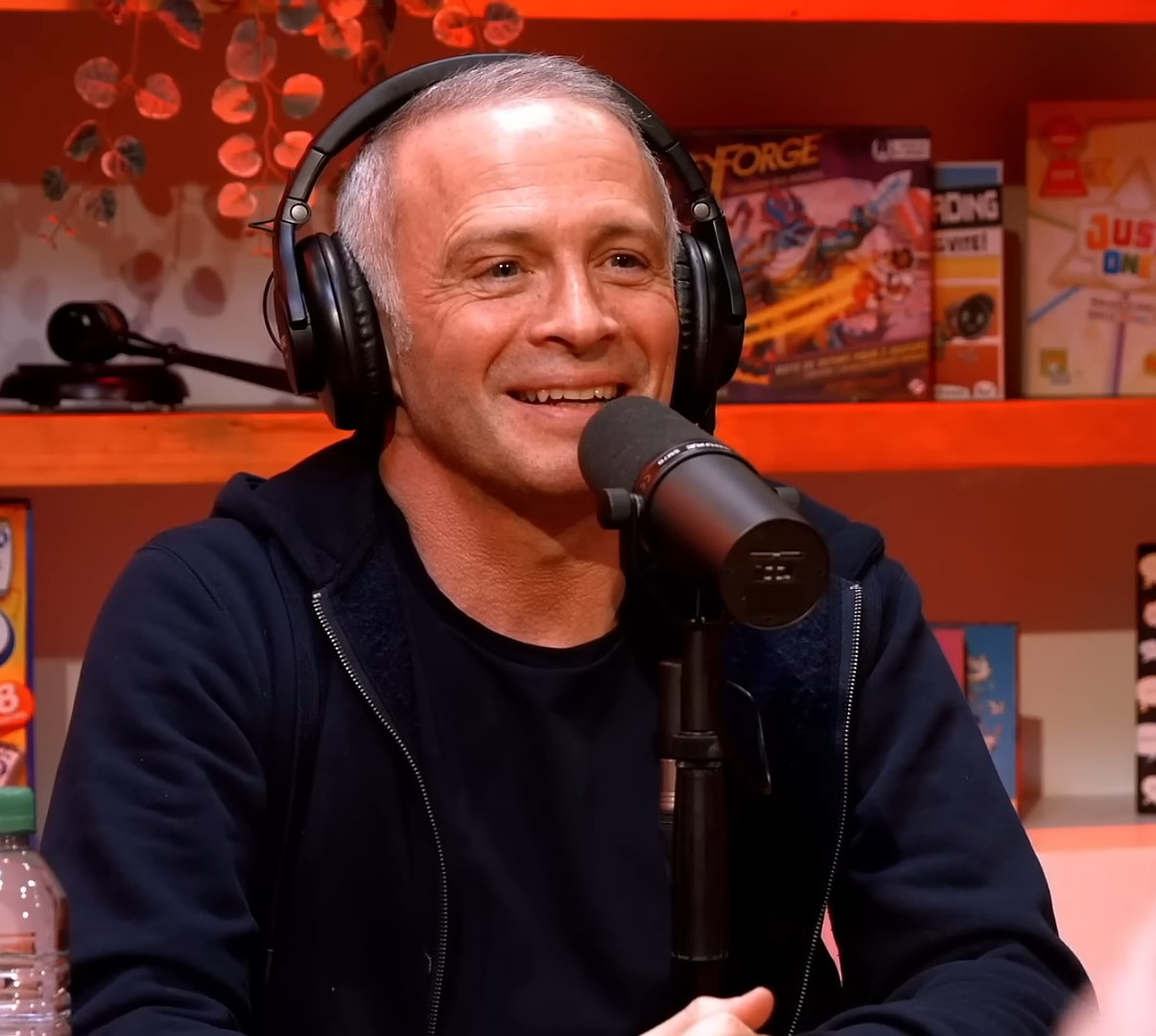
Samuel Étienne présente le jeu depuis 2016.

Le 7 janvier 2016 France 3 confirme, à l'occasion d’une conférence de presse, que Julien Lepers est remplacé par Samuel Étienne à la présentation de l'émission à compter du 22 février 2016. Un nouveau plateau ainsi qu'un nouveau générique et une nouvelle identité visuelle apparaissent à cette date. Le 7 novembre 2018 l’émission fête ses 30 ans, pour l'occasion 4 candidats viennent jouer pour des associations. L'émission n'est pas diffusée le 30 septembre 2019, en raison du décès de Jacques Chirac. Plus de 400 000 candidats auraient participé aux sélections du jeu en 20 ans. Le lundi 25 janvier 2021 l'émission change d'horaire et est désormais diffusée à 17 h 45 au lieu de 18 h 10. La 10 000e émission du jeu est diffusée le 29 octobre 2022, à cette occasion spéciale, quatre célébrités (Alex Vizorek, Thomas Sotto, Vincent Dedienne et Julia Vignali) s'affrontent et pour la grande finale, Cyril Féraud remplace Samuel Étienne à la présentation, ce qui permet à ce dernier de jouer à l'émission.
À la suite de la disparition du 12/13 et du 19/20 national, l'horaire du jeu change dès le 4 septembre 2023 et l'émission revient à son horaire habituel, soit 18 h 15 au lieu de 17 h 45. Depuis le lundi 26 août 2024 et à la suite de l'arrêt de la version hebdomadaire de Questions pour un super champion l'émission est désormais diffusée du lundi au dimanche à 18 h 10 (7 jours sur 7).
Le 28 juin 2025, Le Parisien indique que l'émission quotidienne est supprimée pour ne conserver que deux diffusions, le samedi et le dimanche. La direction de France Télévisions justifie cette décision par un contexte budgétaire contraint. Un cadre d'une chaîne concurrente évoque une baisse d'audience et juge le format vieillissant.
L'animateur Samuel Étienne déplore toutefois une « mauvaise décision » sans « raison valable » et redoute à terme un arrêt total de l'émission : « On arrête aujourd’hui en quotidienne mais peut-être que dans un, deux ou trois ans, on l’arrêtera totalement, comme on l’a fait avec Des chiffres et des lettres. ». Selon l'animateur, l'émission serait « l’un des meilleurs programmes de France 3 en rapport coût/audience » et il conteste l’argument de la baisse d'audience évoquée : « C’est le week-end qu’on est le plus faible en audience ». Toutefois depuis l'année 2024, l'émission accuse bien une perte de 300 000 téléspectateurs et n'obtient en moyenne que 1,2 millions de fidèles, contre 1,4 millions à la fin de la période de Julien Lepers en 2016, très loin derrière l'audience obtenue par Lepers au début des années 2000, avec 2,8 millions de téléspectateurs en moyenne.

## Présentateurs de l'émission
- Julien Lepers : du 7 novembre 1988 au 20 février 2016
- Vincent Perrot : du 14 janvier au 28 janvier 1994

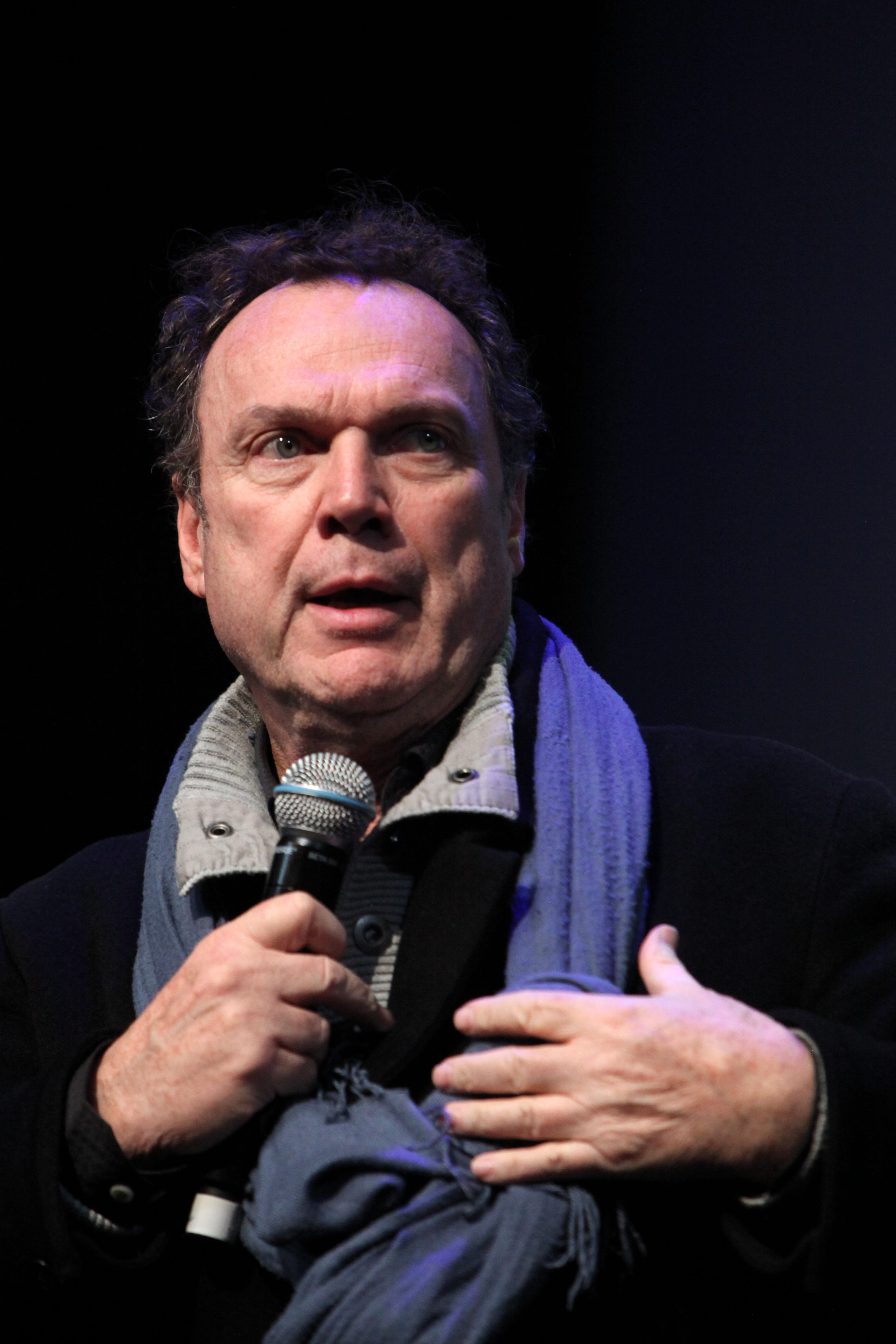
Julien Lepers, présentateur vedette du jeu de 1988 à 2016.

- Samuel Étienne : depuis le 22 février 2016
- Cyril Féraud : 29 octobre 2022 (10 000e, finale uniquement)

## Principe et règles
Quatre candidats participent à Questions pour un champion. Ils s'affrontent dans trois manches : le « Neuf points gagnants », le « Quatre à la suite » et le « Face-à-face ». Un candidat est éliminé à la fin de chaque manche.

### Première manche: «Neuf points gagnants»
Les quatre candidats doivent répondre rapidement à une série de questions, en appuyant sur un buzzer. Lors de l'énoncé de la question, le candidat qui prend la main et donne la bonne réponse remporte entre un et trois points. S'il se trompe ou met trop de temps à répondre, un signal sonore d'erreur retentit et le candidat perd la main. Les autres candidats peuvent ainsi appuyer sur le buzzer pour répondre.
Les candidats peuvent buzzer avant même que la question ne soit terminée, l'animateur interrompt alors l'énoncé de la question. Pour se qualifier, un candidat doit marquer neuf points. Les questions rapportent alternativement un, deux et trois points lorsque les quatre candidats sont encore en lice. Dès qu'un candidat est qualifié pour la suite, toutes les questions valent deux points. Lorsqu'il ne reste plus que deux candidats, toutes les questions valent trois points. Les trois premiers candidats atteignant ou dépassant les neuf points sont qualifiés pour la manche suivante, le « quatre à la suite ».
Du 29 juin 2009 au 11 mai 2016 et du 3 juillet au 4 août 2017, les questions valent un point avec quatre candidats, deux points lorsqu'il ne reste plus que trois candidats et enfin trois points pour deux candidats en lice.
La toute première question posée par Julien Lepers, pour la première manche de la première émission du jeu en 1988, est : « Combien de cercles entrelacés se trouvent sur le drapeau olympique ? » Cette question est posée à nouveau par Samuel Étienne le 7 novembre 2018 lors de l'émission spéciale 30 ans.
La première question posée par Samuel Étienne pour sa première émission en 2016 est : « Quel grand oiseau palmipède blanc et gracieux pouvant être dit tuberculé produit en volant un vrombissement caractéristique ? »

#### Lors desprimes-time(avant 2008)
Cette manche peut être jouée avec cinq candidats au lieu de quatre et, si tel est le cas, deux candidats sont éliminés à la fin de la manche au lieu d'un seul.
Dans certaines émissions, lorsque cette manche est jouée à cinq candidats, une règle supplémentaire peut aussi s'appliquer : à chaque fois que l'un d'entre eux se qualifie en marquant neuf points, tous les scores des autres participants retombent à zéro.

### Deuxième manche: «Quatre à la suite»
Quatre thèmes de questionnaires sont proposés. Chacun à leur tour, dans l'ordre de la victoire lors de la première manche, les candidats choisissent le thème sur lequel ils souhaitent être interrogés. Depuis le 30 août 2010, les candidats se voient proposer trois thèmes plus un « thème mystère » (anciennement révélé seulement aux téléspectateurs sur Twitter avec #QPUC).
Le candidat doit alors répondre, dans un délai de 40 secondes, à un maximum de questions. Chaque bonne réponse rapporte un point, avec un score maximum de quatre bonnes réponses consécutives. Si un candidat réussit à répondre correctement à quatre questions consécutives, il fait un « Quatre à la suite » et son questionnaire prend fin. S'il se trompe ou passe, son score retombe à zéro. À la fin du temps réglementaire, le score du candidat correspond donc à la longueur de la plus longue série de bonnes réponses qu'il a données. Les deux candidats ayant obtenu le plus de points sont qualifiés pour le « face-à-face » en 12 points.

#### Jeu décisif
Si deux candidats sont deuxièmes à égalité ou si les trois candidats ont un score identique après le « quatre à la suite », ils sont départagés par un jeu décisif au cours duquel ils répondent à des questions à l'aide d'une image projetée devant eux, l'image peut alors correspondre à la chose cherchée ou être simplement un indice. Commençant par la formule « Que suis-je ? » ou « Qui suis-je ? », les questions ont une forme proche de celles du « face-à-face » mais les candidats peuvent, comme au « Neuf points gagnants », répondre à tout moment, mais une seule fois par question. Le ou les premier(s) (en cas de triple égalité) à atteindre deux points est (sont) qualifié(s) pour la dernière manche : le « face-à-face » final en 12 points.

### Troisième manche: «Face-à-face»
Le « face-à-face » oppose les deux candidats finalistes qui doivent deviner chaque réponse à partir d'une succession d'indices. Après avoir proposé le thème de la question, puis un indice à l'écran visible uniquement par les téléspectateurs, le présentateur propose à tour de rôle, à chaque candidat, de prendre la main, ou bien de la laisser à son adversaire.
Après avoir donné le « top », le présentateur énonce les indices successifs sur une durée de vingt secondes ; l'ensemble doit permettre aux candidats de trouver la réponse. Le candidat ayant la main buzze quand il pense avoir la bonne réponse.
Plus la bonne réponse est donnée tôt, plus elle rapporte de points. Lors des premières secondes du chronomètre, une bonne réponse rapporte 4 points, puis 3, 2 et 1 point(s). Par ailleurs, lorsqu'un candidat donne une mauvaise réponse, la main repasse à l'adversaire. Par défaut, le candidat qui a pris la main peut répondre dans les zones à 4 et 2 points ; s'il a laissé la main, il peut répondre dans les zones à 3 et 1 point(s). Sur le plateau, les candidats n'ont qu'une lumière en face d'eux pour voir s'ils ont la main ; ils ne savent pas combien de temps il leur reste pour appuyer, ni dans quelle zone de points ils se situent. Les zones ont une durée, dans l'ordre, de 8, puis 6, 4 et 2 secondes.
Le premier candidat qui arrive à 12 points (anciennement 9 puis 15) remporte le jeu et est désigné comme le champion du jour et peut s'il le souhaite revenir l'émission suivante avec 500 € de plus ou partir avec la cagnotte après 5 victoires.

## Classement champions et nombres de victoires
Avant l'émission spéciale des cinq ans de présentation de l'animateur Samuel Étienne le 22 février 2021, le candidat doit partir après cinq succès ; depuis cette date, le candidat gagnant peut choisir de revenir tant qu'il gagne pour gagner 500 € supplémentaires à chaque émission. Mais après chaque victoire, il peut choisir de partir avec ses gains, auquel cas le finaliste défait revient la fois suivante, contre trois nouveaux candidats. Un candidat prénommé Guillaume est le premier à remporter une sixième victoire consécutive dans l'émission diffusée le 17 mars 2021, remportant ainsi 15 000 € (cagnotte de 14 500 € + 500 €). Le belge Nicolas Hanot atteint 18 victoires en une seule séquence, détenant actuellement le record de victoires en émissions quotidiennes entre le 12 septembre et le 6 octobre 2022, il repart avec une cagnotte de 27 300 €.
| Rang              | Candidat         | Nombre de victoires | Gain     | Début             | Fin               |
| ----------------- | ---------------- | ------------------- | -------- | ----------------- | ----------------- |
| Médaille d'or     | Nicolas Hanot    | 18                  | 27 300 € | 12 septembre 2022 | 6 octobre 2022    |
| Médaille d'argent | François         | 14                  | 46 300 € | 20 février 2025   | 6 mars 2025       |
| -                 | Aude Burot       | 14                  | 22 900 € | 5 mai 2021        | 24 mai 2021       |
| 4                 | Laurent Sève     | 12                  | 20 100 € | 24 janvier 2024   | 9 février 2024    |
| 5                 | Christophe       | 9                   | 16 500 € | 13 avril 2025     | 22 avril 2025     |
| 6                 | Camille Labeaune | 8                   | 28 300 € | 25 mars 2022      | 6 avril 2022      |
| -                 | Mathieu          | 8                   | 21 700 € | 10 septembre 2021 | 23 septembre 2021 |
| -                 | Pierre           | 8                   | 16 000 € | 10 mai 2022       | 27 mai 2022       |
| -                 | Yvon             | 8                   | 15 700 € | 22 octobre 2023   | 1er novembre 2023 |
| 10                | Véronique        | 7                   | 17 600 € | 26 mars 2025      | 2 avril 2025      |

## Records de gain

### Émissions quotidiennes
Cette liste présente les 30 plus grands champions en termes de gain gagnés lors des émissions quotidiennes :
| Rang               | Candidat              | Cagnotte | Date              | Réf              |
| ------------------ | --------------------- | -------- | ----------------- | ---------------- |
| Médaille d'or      | André Suc             | 75 500 € | 18 juin 2015      | [ 29 ]           |
| Médaille d'argent  | Pascal                | 57 400 € | 18 janvier 2021   | [réf. souhaitée] |
| Médaille de bronze | Jean-Philippe Kosmala | 47 900 € | 18 juin 2014      | [ 30 ]           |
| 4                  | Laurence Tournay      | 46 400 € | 10 septembre 2002 | [ 31 ]           |
| 5                  | François              | 46 300 € | 6 mars 2025       | [ 32 ]           |
| 6                  | Christine Marchal     | 45 800 € | 31 octobre 2005   | [ 33 ]           |
| -                  | Laurent Lenormand     | 45 800 € | 4 décembre 2012   | [ 34 ]           |
| 8                  | Nicolas Veron         | 42 533 € | 1990              | [ 30 ]           |
| 9                  | Monique               | 41 600 € | 5 août 2004       | [ 35 ]           |
| 10                 | François Sardou       | 40 900 € | 4 octobre 2018    | [ 36 ]           |
| 11                 | Martine               | 39 800 € | 26 septembre 2006 | [réf. souhaitée] |
| 12                 | Jacques               | 36 740 € | Janvier 2000      | [ 37 ]           |
| 13                 | Franck Cera           | 35 300 € | 13 avril 2013     | [ 38 ]           |
| 14                 | Bruno Tuchszer        | 34 700 € | Juillet 2011      | [ 39 ]           |
| 15                 | Frédéric              | 33 800 € | juin 2007         | [réf. souhaitée] |
| 16                 | Xavier                | 32 800 € | 11 juin 2019      | [ 40 ]           |
| 17                 | Michel                | 32 000 € | 13 septembre 2011 | [ 41 ]           |
| 18                 | Olivier               | 31 430 € | 5 octobre 2013    | [réf. souhaitée] |
| 19                 | Khôrem Majeur         | 31 242 € | Décembre 2001     | [réf. souhaitée] |
| 20                 | Claude Raffort        | 31 100 € | 22 février 2007   | [ 42 ]           |
| -                  | Luc                   | 31 100 € | 2 juillet 2011    | [réf. souhaitée] |
| -                  | Nicolas               | 31 100 € | 20 juin 2012      | [ 43 ]           |
| 23                 | Jean-Michel           | 30 400 € | 30 avril 2018     | [ 44 ]           |
| 24                 | Morwen                | 29 800 € | 18 mai 2023       | [ 45 ]           |
| 25                 | Colette Chezalviel    | 29 300 € | 25 janvier 2012   | [ 46 ]           |
| 26                 | Jean-Marie            | 29 000 € | 11 janvier 2006   | [réf. souhaitée] |
| 27                 | Benjamin Gruget       | 28 900 € | 13 décembre 2017  | [ 47 ]           |
| 28                 | Camille Labeaune      | 28 300 € | 6 avril 2022      | [ 48 ]           |
| 29                 | Flavien               | 28 000 € | 19 février 2016   | [ 49 ]           |
| 30                 | Pierre                | 27 500 € |                   | [réf. souhaitée] |
| -                  | Suzanne               | 27 500 € | 26 mars 2012      | [réf. souhaitée] |
| -                  | Jean-Christophe       | 27 500 € | 18 décembre 2013  | [réf. souhaitée] |

À la fin de chaque manche, le perdant reçoit des lots de consolation tels que des ouvrages sur différents sujets. Le gagnant reçoit quant à lui 500 €, qu'il peut décider de remettre en jeu afin d'augmenter ses gains : 1 000 € pour 2 victoires, 2 000 € pour 3, 3 000 € pour 4 et, jusqu'en 2014, 4 000 € plus la cagnotte pour les 5 victoires - ce cumul avec la cagnotte est supprimé, sans annonce préalable, après qu'André Suc ait remporté une cagnotte record en 2015. La cagnotte augmente à chaque émission. 
À chaque fois que la cagnotte tombe, celle-ci redémarre à 10 000 €. Elle augmente de 300 € par jour.
À l'époque du franc, la cagnotte s’élève à 50 000 FF et elle augmente de 2 000 FF par jour (sauf au lancement du jeu : 30 000 FF de minimum, elle augmente de 1 000 FF par jour) et les 5 victoires valent successivement 3 000 FF pour la première, 7 000 FF pour la deuxième, 12 000 FF pour la troisième, 18 000 FF pour la quatrième et 25 000 FF pour la cinquième.
Le Tarbais Alain Fontan est le tout premier candidat à remporter 5 victoires consécutives et à décrocher la cagnotte en 1988 ; il empoche 87 000 FF.
Hors émissions du samedi, la plus grosse cagnotte est remportée le 18 juin 2015 par André Suc, ancien facteur tarnais : il gagne la somme de 75 500 €, battant ainsi le record de la cagnotte remportée exactement un an plus tôt par Jean-Philippe Kosmala, gagnant de 47 900 €, le plaçant dès lors en 3e position.
La deuxième plus grosse cagnotte est remportée par Pascal le 18 janvier 2021 après avoir grimpé pendant plus de 9 mois.
Le record de cagnotte de 46 400 €, remportée par Laurence Tournay en septembre 2002 et désormais 4e meilleur gain, ayant résisté durant 12 ans, talonné deux fois : une en 2005 avec la victoire de Christine Marchal empochant 45 800 €, égalée par Laurent Lenormand 7 ans plus tard.

### Émissions du samedi
Le samedi 16 mai 2015, Christophe Spalony, en remportant sa quinzième victoire, est entré dans l’histoire de Questions pour un champion avec une cagnotte historique de 150 000 €.
Le 9 mars 2019, Hakim Tanougast remporte aussi 150 000 euros en accumulant 15 victoires consécutives.
Le 3 juillet 2021, Hervé Bodeau, est le troisième candidat à atteindre les 15 victoires consécutives et à remporter une cagnotte de 150 000 euros.

## Audience
Durant ses premières années, Questions pour un champion est un succès populaire avec de bons résultats d'audience et parts de marché et devient une émission mythique pour France 3, lors des premières années elle est regardée par entre 5 et 7 millions de téléspectateurs et plus de 40 % de parts de marché en journée et entre 6 et 7 millions de téléspectateurs en soirée.
L'audience commence à décliner légèrement à partir de 2003, aux alentours de 3 millions de téléspectateurs puis, au début des années 2010 le jeu réunit en moyenne 2,5 millions de téléspectateurs. 
En 2008, pour le prime spécial 20 ans du jeu, 4,18 millions de téléspectateurs ont regardé l'émission soit 17,8 % du public.
Début 2016, en raison de la baisse progressive de l'audience, France 3 prend la décision de se séparer de Julien Lepers pour le remplacer par Samuel Étienne.
Lors de l’arrivée de Samuel Étienne le 22 février 2016, la première de l’animateur obtient 2,56 millions de téléspectateurs, soit 16,7 % du public présent devant son petit écran entre 18 h 10 et 18 h 50. 
Questions pour un champion réalise son record d’audience depuis l'époque Lepers en novembre 2013 et réussit à hisser France 3 en tête auprès des plus de 35 ans. Le jeu repart à la hausse, fédérant en moyenne 1,4 million de téléspectateurs, soit 12 % du public depuis l'arrivée de Samuel Étienne.
Le 9 janvier 2020, l'émission atteint un record d'audience toutefois à considérer uniquement depuis mars 2018, avec 1,74 million de téléspectateurs et 13,9 % de part de marché.
Vers la fin janvier 2021, France 3 décide de changer l'horaire du jeu de fin d'après-midi, avançant la programmation de l'émission de près d'un quart heure. L'audience reste stable mais la part de marché chute légèrement.
Le 4 septembre 2023, l'émission de retour à son horaire historique, établit un score de 1,43 million de téléspectateurs pour 13,6 % de part d'audience.
Durant l'été 2024, des rediffusions d'anciennes éditions sont programmées jusqu'à la rentrée de septembre, entrainant une réaction du public.
Dans un article publié le 28 juin 2025 dans Le Parisien, le quotidien indique une baisse d'audience et de parts de marché justifiant l'arrêt de la diffusion en semaine. Ces allégations sont contredites par Samuel Étienne, en réaction à cette annonce. Toutefois, l'émission a réellement perdu 300 000 téléspectateurs depuis l'année précédente.

## Émissions spéciales
Les meilleurs joueurs du trimestre s'affrontent lors d'une émission en soirée baptisée « Masters de bronze » ; les meilleurs joueurs de l'année, pendant les Masters d'argent ; les meilleurs sur quatre années, lors des Masters d'or mais ce système est abandonné à partir de 2004, faute d'audience et ce, après deux Masters d'or dont le premier en 1997 remporté par Claude Pierson et le second en février 2001 par Frédérique Miquel.
Ces émissions diffusées en première partie de soirée sont organisées en parallèle d'émissions spéciales où s'affrontent des jeunes gens, des étudiants issus des grandes écoles françaises, des candidats issus de plusieurs pays francophones et des célébrités du paysage audiovisuel ou du monde du spectacle qui subissent tout d'abord des épreuves de qualification (dans leur pays, écoles, etc.) non télédiffusées puis télévisées à horaire habituel avant l'émission spéciale.
Le système des masters est plus ou moins remplacé par les émissions du samedi (super-champion). Le vainqueur des « Masters » reçoit en prime la Vénus au Livre, trophée en bronze créé par le sculpteur Henri Maillot en 1992.
Le 9 octobre 2009, pour la première fois de son histoire, le jeu s'est délocalisé avec des candidats marseillais à l'occasion de la journée spéciale Marseille de France 3.
Le 13 et 14 septembre 2018, soit la veille des journées du patrimoine, l'émission ne s'est pas déroulée entièrement en studio, comme d’ordinaire. En effet, le jeu de France 3 s'est délocalisé pour un « spécial Louvre ». Au cours de ces deux émissions, diffusées à 18 h 10, Samuel Étienne interrogea les trois candidats participant à la manche des « Quatre à la suite » à l’intérieur du Louvre, plus précisément dans différentes salles en lien avec la thématique des questions posées. Par contre, les 9 points gagnants et le Face-à-face ont lieu sur le plateau habituel.
À la suite de la pandémie de Covid-19, la production doit temporairement adapter la formule pour être compatible avec les mesures sanitaires qui accompagnent le déconfinement. À partir du 2 juin 2020 et ce, pour continuer à diffuser des émissions inédites dans des conditions spécifiques, Questions pour un champion adopte une nouvelle formule : cinq émissions du lundi au vendredi sont qualificatives pour la finale, diffusée le samedi. Le statut de « Super Champion » est attribué à celui ayant concédé le moins de points en face-à-face dans sa partie de qualification. Le vainqueur de la finale du samedi remporte la somme de 5 000 €. Les vainqueurs des deux premières semaines se prénomment tous les deux Hervé. L'émission retrouve son format classique après quelques semaines.

## Distinctions
- 1991 et 1997 : 7 d'or du meilleur jeu télévisé / de la meilleure émission de jeu pour Questions pour un champion (FR3/ France 3).
- 1999 : 7 d'or de la meilleure émission de divertissement / meilleure émission de divertissement et d'humour/ meilleure émission de divertissement (variété et humour) pour Les Masters de Questions pour un champion (France 3).

## Questions pour un super champion
Dès le 10 septembre 2006, Julien Lepers présente Questions pour un super champion, diffusé le samedi (auparavant le dimanche) mettant tout d'abord aux prises, selon le déroulement habituel de l'émission quotidienne, quatre personnes ayant déjà remporté au moins une fois l'émission Questions pour un champion, le vainqueur de cette première phase affrontant en 21 points le « super champion » de la semaine précédente.
Les trois premières manches sont les mêmes que la version normale, tandis que la dernière manche est un face à face final contre le super-champion en place en 21 points.
Le 26 août 2023, après la finale de l'émission, Samuel Étienne annonce de nouvelles règles dès la prochaine émission, ces dernières étant que désormais le super champion doit refaire toutes les manches comme dans la version quotidienne, la manche à 12 points est alors supprimée, la seconde règle est que dès qu'un candidat se qualifie aux neuf points gagnants, le score des autres retombe à zéro.
Le 24 août 2024, avant l'émission du jour, Samuel Étienne annonce l'arrêt de l'émission au profit de Questions pour un champion, dorénavant diffusé du lundi au dimanche.
L'émission suit le même principe que dans la version quotidienne, avec trois manches et une quatrième contre le super champion : 
- 1re manche : « Neuf points gagnants »
- 2e manche : « Quatre à la suite »
  - Jeu décisif éventuel
- 3e manche : « Face-à-face » (ultime épreuve de la 1ère manche avant la finale)
  - 1ère version : en 12 points - Le premier ou la première obtenant au moins 12 points est qualifié pour le face-à-face final.
  - 2ème version : en 15 points - Le premier ou la première gagnant au moins 15 points est qualifié pour le face-à-face final.
- Finale : « Face-à-face final »

Seule la dernière manche change par rapport à la version quotidienne, le candidat gagnant des trois première manches, affronte le super-champion, qui n'a joué aucune manche jusqu'à présent. Dans cette manche ultime, les candidats décident en premier de prendre ou de laisser la main, le premier obtenant au moins 21 points, remporte la partie.
Celui qui gagne 5 émissions de suite emporte une cagnotte de 50 000 €. Il peut décider de s'arrêter de sa propre initiative après avoir gagné une série de 5 parties, ou il continue jusqu'à ce qu'il soit éliminé par un autre candidat. Depuis 2014, le vainqueur de la cagnotte a le droit de continuer et de tenter d'en regagner une nouvelle en remportant 5 nouvelles victoires. Un super-champion peut gagner jusqu'à 3 cagnottes de 50 000 €. La cagnotte maximale de 150 000 € est remportée par un professeur de mathématiques, Christophe Spalony, le 16 mai 2015, ainsi que par un autre candidat dénommé Hakim Tanougast le 9 mars 2019, puis un autre candidat Hervé le 3 juillet 2021.
- 5 victoires : 50 000 €
- 10 victoires : 100 000 €
- 15 victoires : 150 000 €

## Adaptations

### Jeux vidéo
Au fil des années, Questions pour un champion connaît plusieurs adaptations en jeu vidéo.
En 2004, Mindscape édite une adaptation du jeu pour Windows. Elle est notée 13/20 par le site Jeuxvideo.com. En 2005 sort une version mise à jour intitulée Questions pour un champion 2006 ainsi qu'une version pour le jeune public intitulée Questions pour un champion Junior. En 2008, Mindscape ressort une version du jeu intitulée Questions pour un champion : Le Jeu officiel - Édition spéciale 20 ans. Celle-ci est notée 8/20 par Jeuxvideo.com. La même année, Mindscape adapte le jeu sur Nintendo DS et l'année suivante sur Wii.
Début 2009, Questions pour un champion Online est lancé par l'entreprise Silicon Carne sur le site officiel de France 3.
Le jeu propose une dimension multijoueur, un système de grades et de tournois et reprend les règles de l'émission télévisée. Chaque jour, l'utilisateur peut gratuitement jouer une partie.
Le jeu bénéficie d'un certain succès auprès des internautes français et connaît plusieurs évolutions dont une V2 en mars 2009. Le 1er mars 2011, le jeu connaît une évolution V3 mofiant une bonne partie de sa formule, provoquant des contestations de certains joueurs. Cette évolution est justifiée par Silicon Carne comme suit : « Le jeu sous son ancienne forme éttrusté par un cercle fermé, avec assez peu de téléspectateurs représentés. » Le jeu est notamment passé d'un multijoueur en direct à un multijoueur asynchrone (à l'instar de l'adaptation Tout le monde veut prendre sa place Online). Dans la foulée, cette évolution permet au jeu d'être porté sur iOS et Android. Cette version est développée et éditée par l'entreprise Bulkypix.

### Jeux de société
Le jeu télévisé est adapté en jeu de société en 1996 par les Jeux Nathan, en 1999 et 2003 par les Éditions Druon, en 2005 et 2009 par Lansay et enfin en 2012, par Winning Moves. Ces jeux de société peuvent se jouer de deux à cinq joueurs.
Depuis le 07 octobre 2021 un nouveau jeu de société est disponible il édité par Les Éditions Solar.

## Versions étrangères
| Pays        | Nom de l'émission    | Présentateur        | Chaîne | Première diffusion | Dernière diffusion |
| ----------- | -------------------- | ------------------- | ------ | ------------------ | ------------------ |
| Royaume-Uni | Going for Gold       | Henry Kelly         | BBC1   | 12 octobre 1987    | 20 mars 2009       |
| États-Unis  | American Know-lt-All | Neil Patrick Harris | -      | 30 décembre 2007   | -                  |

## Dans la culture populaire

### Séries
- Un extrait de Questions pour un champion apparaît dans l'épisode 2 de la saison 5 de la série Fais pas ci, Fais pas ça (L'Été Indien), extrait fictif spécialement conçu pour l'épisode.

### Littérature
- Questions pour un champion joue un rôle déclencheur dans le déroulement du roman policier et d'aventures de Michel Grisolia La Maison mère, paru en 1994 dans la collection du Masque à La Librairie des Champs-Élysées.
- Le jeu est également présent dans le roman Einstein, le sexe et moi d'Olivier Liron, authentique ancien candidat victorieux, sélectionné au Prix Femina 2018[81].

### Cinéma
- Le jeu est nettement audible dans le film La Vie d'Adèle : Chapitres 1 et 2 (2013), au début du film lors d'un repas chez la famille d'Adèle.
- Une courte séquence imaginaire du film Edy (2005) met en scène le jeu.
- Dans Les Apprentis (1995), l'émission est brièvement visible à la télévision lorsqu'un des personnages est en convalescence chez sa mère.
- Le jeu est également présent dans le film Vilaine (2008) lors de la participation de Jessica.
- Il est aussi mentionné par J dans le doublage français de Men in Black (film, 1997).

### Parodies
L'émission connaît plusieurs parodies de la part d'humoristes, dont :
- Question pour du pognon par Les Inconnus ;
- Questions pour un lampion par Les Nuls ;
- Question sous un lampion par Les Minikeums ;
- Question pour un shampoing par Artus ;
- Question pour un kebab par Cyril Hanouna.

De nombreuses YouTube Poop francophones s'appuient sur des émissions de Questions pour un champion.
Le 17 octobre 2020, à l'occasion du ZEvent au profit de Amnesty International, l'émission Questions pour un Streamer est organisée sur la plateforme Twitch sur la chaîne du streamer Étoiles, qui co-présente l'émission en compagnie de Samuel Étienne. Un deuxième numéro est organisé le 30 octobre 2021 lors de l'édition du marathon caritatif avec Action contre la faim pour association bénéficiaire. Un troisième est organisé 10 septembre 2022 lors de l'édition au bénéfice de Sea Shepherd France, la Ligue pour la protection des oiseaux, WWF France et The SeaCleaners ; sous-titrée Burger Edition, elle est co-présentée par Alain Chabat et comporte également des éléments de l'émission Burger Quiz.

## ClubsQuestions pour un champion
Le premier club Questions pour un champion est créé à Cergy-Pontoise, en avril 1992, par une retraitée, Liliane Morin. En septembre 2023, il existe 178 associations Questions pour un champion (appelées clubs), réparties dans quatre pays : 169 en France, cinq en Suisse, trois en Belgique et une en Guinée (premier et seul en Afrique).
La plupart des clubs disposent de buzzers leur permettant de jouer dans les conditions réelles du jeu télévisé. Les questionnaires sont quant à eux rédigés par des membres et sont échangés avec les autres clubs par internet, ce qui permet d'assurer le renouvellement des questions.
Une partie des clubs organisent un ou plusieurs tournois dans l'année, généralement le week-end et ouverts aux non-membres. En 2019, 68 tournois ont ainsi été organisés. Pour y participer, il faut généralement s'inscrire au préalable auprès de l'organisateur, car le nombre de places peut être limité. La participation est le plus souvent payante, mais le prix dépasse rarement 5 à 10 euros. Enfin, des cadeaux sont remis à tout ou partie des participants (livre, DVD ou spécialités...).